# مخروط الشراء

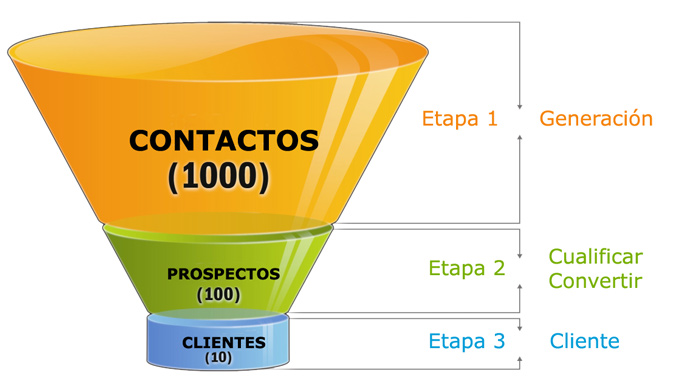

مخروط الشراء هو نموذج تسويق قائم على المستهلك يوضح الرحلة النظرية لـالمستهلك من أجل شراء منتج أو خدمة ما.
في عام 1898, وضع إي. سانت إلمو لويس نموذجًا يبين رحلة المستهلك من الناحية النظرية بداية من لحظة جذب ماركة ما أو منتج ما لانتباه المشتري حتى يصل لفعل الشراء. غالبًا ما يُشار إلى فكرة سانت إلمو لويس باسم نموذج آيدا - وهو اختصار لكلمات المعرفة وخلق الاهتمام وتكوين الرغبة واتخاذ موقف. ونلخص أدناه هذه العملية المنظمة في مراحل:
- المعرفة – وفي هذه المرحلة يكون المستهلك على دراية بوجود منتج أو خدمة ما
- الاهتمام – يعبر المستهلك في هذه المرحلة عن اهتمامه بمجموعة منتجات
- الرغبة – وهي عندما يطمح في الحصول على ماركة أو منتج معين
- اتخاذ موقف – وفي هذه المرحلة يقوم المستهلك باتخاذ خطوة نحو شراء المنتج المختار

أنشأ هذا النموذج المبكر وطوره مستشارون في التسويق وأكاديميون لتلبية احتياجات المستهلك المعاصر، ويُشار إلى هذا النموذج الآن في مجال التسويق باسم مخروط الشراء. يوجد في السوق اليوم العديد من نماذج الشراء للمستهلك، لكن من المسلم به عمومًا أن مخروط الشراء الحديث يضم المزيد من المراحل، حيث تضع في الاعتبار النية في إعادة الشراء وتضع في حسبانها التكنولوجيا الجديدة والتغييرات الحادثة في السلوك الشرائي للمستهلك.
كما أنه عادة ما يُشار إلى مخروط الشراء باسم «مخروط المستهلك» أو «مخروط التسويق» أو «مخروط المبيعات». وكان أول من اقترح ربط مفهوم النموذج المخروطي بمفهوم آيدا (AIDA) هو ويليام دبليو تاونسند في عام 1924 في كتابه سند فن البيع.
ل
يستخدم مفهوم مخروط الشراء في التسويق في إرشاد من يقومون بحملات ترويجية تستهدف مراحل مختلفة في الرحلة التي يقوم بها المستهلك، وكذلك على أساس برامج إدارة العلاقة بالمستهلك (CRM).